# Leonid Borissowitsch Zypkin
Leonid Borissowitsch Zypkin (russisch Леонид Борисович Цыпкин, wiss. Transliteration Leonid Borisovič Cypkin; auch: Tsypkin; geboren 20. März 1926 in Minsk; gestorben 20. März 1982 in Moskau) war ein russischer Schriftsteller. Er ist vor allem für seinen Roman Ein Sommer in Baden-Baden bekannt.

## Leben
Zypkin kam 1926 als Kind russisch-jüdischer Eltern zur Welt. Vater und Mutter waren beide Mediziner. Boris Zypkin, sein Vater, wurde zu Beginn des Großen Terrors verhaftet. Nach einem Suizidversuch durfte er dank einflussreicher Freunde zurückkehren. Boris Zypkin verlor zwei Schwestern und einen Bruder und, nach dem Einmarsch der Deutschen, seine Mutter, eine weitere Schwester und zwei Neffen, die im Ghetto Minsk umkamen.
Zypkin begann ein Medizinstudium, das er 1947 in Minsk abschloss. 1948 heiratete er Natalja Michnikowa. Zwei Jahre später kam der Sohn Michail Zypkin zur Welt. 1957 zog die Familie nach Moskau, wo Zypkin als Pathologe arbeitete.
Anfang der 1960er Jahre begann Zypkin Gedichte zu verfassen. Ab 1969 erlaubte ihm eine Gehaltserhöhung mehr zu schreiben. Er wandte sich der Prosa zu. Es entstanden Erzählungen, u. a. zwei autobiographische Novellen (Die Brücke über den Neroch und Norartakir). 1977 beantragten Zypkins Sohn Michail und dessen Ehefrau ein Visum und wanderten in die USA aus. Daraufhin wurde Zypkin in der Hierarchie zurückgestuft, unter die einfachen wissenschaftlichen Mitarbeiter ohne Doktortitel, deren zwei er besaß. Visumanträge Zypkins und seiner Frau wurden in der Folgezeit abgelehnt.
Zwischen 1977 und 1980 schrieb Zypkin an seinem größten Werk: Ein Sommer in Baden-Baden. Für diesen Roman über Fjodor Dostojewski hatte er Jahre der Vorbereitung aufgewendet: Recherchen in Archiven, Bereisungen der Orte, die in Dostojewskijs Leben von Bedeutung waren. Dabei hatte er viel fotografiert. Eine Veröffentlichung des Romans war in der UdSSR nicht möglich, so dass er eine Kopie des Manuskripts von einem befreundeten Journalisten aus dem Land schmuggeln ließ. Am 13. März 1982 erschien in der New Yorker Emigrantenzeitung Nowaja Gaseta mit einigen selber aufgenommenen Bildern die erste Folge des Romans. Eine Woche später, an seinem 56. Geburtstag, starb Zypkin an einem Herzanfall.

## Werke
- Die Brücke über den Nerotsch (1973)
  - Die Brücke über den Fluss. Roman. Aus dem Russischen übersetzt von Ganna-Maria Braungardt. Aufbau, Berlin 2020, ISBN 978-3-351-03460-3.
- Norartakir. Erzählung
- Sommer in Baden-Baden: aus dem Leben Dostojewskijs. Roman. Aus dem Russischen übersetzt von Heddy Pross-Weerth. Roitman, München 1983, ISBN 978-3-923510-03-0.
- Ein Sommer in Baden-Baden. Roman. Vorwort von Susan Sontag. Aus dem Russischen übersetzt von Alfred Frank. Aufbau, Berlin 2020, ISBN 978-3-351-03461-0.
- Die Winde des Ararat. Aus dem Russischen v. Susanne Rödel. Aufbau-Verlag, Berlin 2022, ISBN 978-3-351-03930-1.